# Paspalum redundans
Paspalum redundans är en gräsart som beskrevs av Mary Agnes Chase. Paspalum redundans ingår i släktet tvillinghirser, och familjen gräs. Inga underarter finns listade i Catalogue of Life.